# Huutosaari (ö i Södra Savolax, S:t Michel, lat 62,15, long 26,49)
Huutosaari är en ö i Finland. Den ligger i sjön Ylänne och i kommunen Kangasniemi i den ekonomiska regionen  S:t Michel och landskapet Södra Savolax, i den södra delen av landet, 230 km norr om huvudstaden Helsingfors. Öns area är 1,3 hektar och dess största längd är 260 meter i nord-sydlig riktning.